# Бенчевски литургичен сборник
Бенчевският литургичен (на македонска литературна норма: Бенчевски литургиски зборник) е средновековен ръкопис от първата третина на XVI век. Открит е в 1988 година от археографа Михайло Георгиевски в поречкото село Бенче, Северна Македония, заедно с още четири запазени стари ръкописни книги, датирани между XIV и XVI век. Днес се съхраняват в Народната и университетска библиотека „Свети Климент Охридски“ в Скопие, под инвентарните сигнатури Мс 17, 167, 168, 169 и 171.
Размерът на ръкописа е 21,5 х 15,5 cm и съдържа 152 листа. Листовете 2, 3, 7‛, 75‛, 100‛, 114‛, 149‛, 151‛ са празни. Има остатъци от оригинална кирилска пагинация с кватерниони, но с подвързването е нарушена и непоследователна. Водните знаци са Ръкавица с петолист отгоре от първата третина на XVI век; Кръг с петлъчева звезда с инициал вътре ВМ от същия период. Орнаментиката е скромна. Няма винетки а заглавията и началните букви са по-големи с лека инициалност. Подвързията е оригиналната от XVI век.
Писмото е полуустав от XV-XVI век, на 22-23 реда на пълна страница. Правописът е двуеров, със следи от ресавската правописна школа. Големият ер обикновено се употребява в предлозите и префиксите, а малкият на края. Употребява се и Ѕ. От надредните знаци се среща кендемата, ударения и придихания, но доста рядко. От пунктуационните знаци се употребяват точка и двоеточие. Заглавията и инициалите са червени.